# Белоречки пешчар
Белоречки пешчар је површински коп и погон за ископавање и прераду кварцног пешчара који се налази у Доњој Белој Реци у близини Бора. У овом погону се са лежишта "Део" у непосредној близини погона ископава кварцни пешчар, руда дроби, сепарише и прерађује у овом постројењу. Ово лежиште се одликује кварцним песком који своју примену у највећој мери налази у гранама стакларске индустрије у грађевинској, металуршкој и ливачкој индустрији.

## Историјат
Од 1978 до 1989 године погон Белоречки пешчар је пословао у оквиру РТБ-а Бор, а од 2011. након приватизације послује у оквиру предузећа Југо-Каолин који је део немачке Quarzwerke Gruppe, водећег европског произвођача кварцног песка и индустријских минерала. У оквиру Југо-Каолина послују и Копови Уб и Србокварц из Рготине.
После приватизације, 2016. године погони дробљења и сепарације у Белоречком пешчару су реновирани, уграђена је савремена аутоматизована опрема за прераду кварцног песка.
Као финални производ добија се више типова влажног кварцног песка различитог гранулометријског и хемијског састава.
Кварцни песак из овог погона спада у квалитете стакларске пескове у Европи (висок садржај СиО2 и низак садржај Фе2О3 и осталих штетних примеса), а због техничких карактеристика (заобљени облик зрна и висок садржај СиО2) нашао је примену у већини ливница бивше Југославије. 
Поред тога примењује се у већини грана грађевинске индустрије као и при изградњи спортских терена и прераде и филтрирања воде у водоводима и бунарима.